# Iwan Koniew (1899–1983)
Iwan Nikiticz Koniew (ros. Иван Никитич Конев, ur. 24 grudnia 1898?/5 stycznia 1899 we wsi Szeszminskaja Kriepost’ w guberni kazańskiej (obecnie w rejonie czeriemszańskim w Tatarstanie), zm. 19 listopada 1983 w Kujbyszewie) – radziecki generał major, Bohater Związku Radzieckiego (1944).

## Życiorys
Urodził się w rosyjskiej rodzinie chłopskiej. Do 1913 skończył 6 klas, 1915–1916 pracował w Baku, od maja 1916 służył w rosyjskiej armii. Skończył szkołę podchorążych i został młodszym podoficerem, w grudniu 1917 został zdemobilizowany. Później pracował w gminnym komitecie wykonawczym w powiecie bugulmińskim (gubernia samarska) jako sekretarz, w styczniu 1918 ochotniczo wstąpił do oddziału Czerwonej Gwardii w Bugulmie. Od czerwca 1918 służył w Armii Czerwonej, we wrześniu 1918 został pomocnikiem dowódcy kompanii w 240 pułku piechoty. Walczył w wojnie domowej w Rosji na Froncie Wschodnim przeciw armii Kołczaka, w 1920 przerzucony na Front Zachodni do walki z polską armią. Od 1920 należał do RKP(b). Od lipca 1921 służył w oddziale szkolnym Wyższej Wojskowej Szkoły Syberii jako pomocnik dowódcy kompanii i kwatermistrz oddziału, w styczniu 1922 został komendantem 24 Omskiej Szkoły Piechoty, a w listopadzie 1922 kwatermistrzem szkoły dywizyjnej, później skarbnikiem wydziału zaopatrzenia wojskowego 29 Dywizji Piechoty Syberyjskiego Okręgu Wojskowego. Od stycznia 1924 dowodził plutonem w 85 pułku piechoty, później kompanią zwiadowców, plutonem i kompanią w 87 pułku piechoty Zachodniego Okręgu Wojskowego. W październiku 1927 został dowódcą i politrukiem kompanii w 111 pułku piechoty Białoruskiego Okręgu Wojskowego, od grudnia 1930 do kwietnia 1933 był pomocnikiem dowódcy batalionu, szefem sztabu batalionu i pomocnikiem szefa sztabu 97 pułku piechoty Białoruskiego Okręgu Wojskowego. W 1936 ukończył Akademię Wojskową im. Frunzego i został skierowany do pracy w sztabie 1 Dywizji Zmechanizowanej w Moskiewskim Okręgu Wojskowym jako szef jednej z sekcji, w 1939 ukończył Akademię Sztabu Generalnego. W lipcu 1939 został skierowany do 57 Specjalnego Korpusu Piechoty na terytorium Mongolii, gdzie brał udział w bitwie nad Chałchin-Goł. W październiku 1939 został szefem sztabu 36 Dywizji 1 Grupy Armijnej w Mongolii, a we wrześniu 1940 szefem sztabu 91 Dywizji Piechoty w Syberyjskim Okręgu Wojskowym.
Po ataku Niemiec na ZSRR jego dywizja została włączona w skład 24 Armii i skierowana na Front Zachodni i od lipca 1941 brała udział w walkach. Koniew uczestniczył w walkach obronnych w rejonie Smoleńska, gdzie 24 lipca 1941 został ciężko ranny. Po wyjściu ze szpitala we wrześniu 1941 został szefem sztabu 7 Korpusu Powietrznodesantowego w Nadwołżańskim Okręgu Wojskowym, w lipcu 1942 był szefem sztabu 1 Korpusu Powietrznodesantowego, w sierpniu 1942 objął dowództwo 8 Korpusu Powietrznodesantowego w Moskiewskim Okręgu Wojskowym, który w grudniu 1942 został przeformowany w 3 Gwardyjską Dywizję Powietrznodesantową, której Koniew został wówczas dowódcą, dowodząc nią do końca wojny. Od stycznia do marca 1943 jego dywizja prowadziła walki z przeciwnikiem w składzie 1 Armii Uderzeniowej na Froncie Północno-Zachodnim pod Starą Russą i nad rzeką Łować, brała też udział w drugiej operacji diemiańskiej i starorusskiej. W końcu marca 1943 wraz z dywizją i 1 Armią Uderzeniową został przerzucony na Front Centralny, w lipcu 1943 brał udział w bitwie kurskiej, później w operacji orłowskiej i czernihowsko-prypeckiej, w tym w odbiciu miasta Oster i forsowaniu Desny i Dniepru oraz odbiciu Radomyśla. W styczniu 1944 dowodzona przez niego dywizja została włączona w skład 35 Korpusu Piechoty 27 Armii 2 Frontu Ukraińskiego, biorąc udział w operacji korsuńsko-szewczenkowskiej, a w marcu 1944 operacji humańsko-botoszańskiej i zajęciu Humania (10 marca 1944). Za wyróżnieniu się w tych walkach dywizja otrzymała honorowe miano humańskiej. 15 i 19 marca 1944 Koniew wraz z dywizją brał udział w wyzwalaniu Tulczyna i Mohylowa Podolskiego, a w sierpniu 1944 w operacji jassko-kiszyniowskiej. 20 sierpnia 1944 jego dywizja przerwała linię obrony wroga na północny zachód od Jass, zajmując ok. dwustu miejscowości. Do 27 sierpnia dywizja przeszła prawie 300 kilometrów, zadając wrogowi znaczne straty, a 30 sierpnia zdobyła Ploeszti. 19 września 1944 Koniew otrzymał stopień generała majora. Podczas operacji debreczyńskiej 11 października 1944 jego dywizja zdobyła rumuńskie miasto Kluż (obecnie Kluż-Napoka), a podczas operacji budapesztańskiej 30 listopada 1944 zdobyła węgierskie miasto Eger, po czym sforsowała Cisę, odpierając wiele kontruderzeń wroga na Węgrzech. Później Koniew wraz z dywizją uczestniczył w operacji balatońskiej na początku marca 1945, następnie w operacji wiedeńskiej, w ramach której w końcu marca walcząc na 3 Froncie Ukraińskim zdobyła miasto Zalaegerszeg, a na początku kwietnia 1945 wdarła się na terytorium Austrii, zdobywając Fürstenfeld. Wojnę zakończył w Grazu. 24 czerwca 1945 wziął udział w Paradzie Zwycięstwa w Moskwie. 
W czerwcu 1946 został dowódcą 23 Dywizji Zmechanizowanej, a w lipcu 1946 106 Gwardyjską Dywizją Powietrznodesantową. Od czerwca 1947 był szefem sztabu, a od października 1948 zastępcą dowódcy 137 Korpusu Piechoty, od kwietnia 1952 do czerwca 1955 był zastępcą dowódcy 14 Gwardyjskiego Korpusu Piechoty, następnie zakończył służbę wojskową. Otrzymał honorowe obywatelstwo Małoarchangielska, Tulczyna, Radomyśla, Humania, Egeru, Grazu i innych miast.

## Odznaczenia
- Złota Gwiazda Bohatera Związku Radzieckiego (13 września 1944)
- Order Lenina (trzykrotnie)
- Order Czerwonego Sztandaru (czterokrotnie, w tym w 1939 i 28 lipca 1943)
- Order Suworowa II klasy
- Order Kutuzowa II klasy (10 stycznia 1944)
- Order Czerwonej Gwiazdy

I medale.